# 葉室頼胤
葉室頼胤（はむろ よりたね、元禄10年（1697年）9月2日 - 安永5年（1776年）5月2日）は、江戸時代中期の公卿。院号は順正院。

## 官歴
- 宝永4年（1707年）：従五位上、侍従
- 宝永5年（1708年）：正五位下
- 正徳4年（1714年）：権右少弁
- 正徳6年（1716年）：左少弁、蔵人、正五位上
- 享保2年（1717年）：左衛門権佐、権右中弁
- 享保4年（1719年）：右中弁
- 享保7年（1722年）：正四位下、左中弁、蔵人頭
- 享保8年（1723年）：正四位上
- 享保9年（1724年）：参議、左大弁
- 享保10年（1725年）：従三位、勘解由長官
- 享保11年（1726年）：東照宮奉幣使
- 享保12年（1727年）：権中納言
- 享保13年（1728年）：踏歌節会外弁
- 享保14年（1729年）：正三位
- 享保16年（1731年）：大宰権帥
- 享保19年（1734年）：権大納言、武家伝奏
- 元文元年（1736年）：従二位
- 延享2年（1745年）：正二位
- 宝暦5年（1755年）：従一位
- 明和8年（1771年）：准大臣

## 系譜
- 実父：橋本実松
- 養父：葉室頼孝
- 養子：葉室頼要（坊城俊清の子）